# Eddie Van Halen
Pour les articles homonymes, voir Van Halen (homonymie).
Eddie Van Halen, de son vrai nom Edward Lodewijk van Halen [ˈɛdvart ˈloːdəˌʋɛi̯k fɑn ˈɦaːlə(n)] (né le 26 janvier 1955 à Amsterdam, aux Pays-Bas, et décédé le 6 octobre 2020 à Santa Monica, aux États-Unis), est un guitariste américano-néerlandais. Avec son frère aîné Alex Van Halen, il fonde le groupe de hard rock Van Halen. Il est le père du multi-instrumentiste Wolfgang Van Halen, qui fait partie du groupe dès 2006 au poste de bassiste.
Eddie Van Halen est élu quatrième meilleur guitariste de tous les temps par le magazine américain Rolling Stone, dans le cadre du classement des « 250 meilleurs guitaristes de tous les temps » publié en 2023.

## Biographie

### Jeunesse
Né à Amsterdam, aux Pays-Bas, puis établi à Nimègue, Edward Lodewijk van Halen est le fils de Jan van Halen et Eugenia van Halen (née Van Beers). Son père Jan est un musicien clarinettiste, saxophoniste et pianiste de jazz néerlandais. Sa mère Eugenia est une Indonésienne de Rangkasbitung, sur l'île de Java alors dans les Indes orientales néerlandaises. Sa famille émigre aux États-Unis en 1962 et s'installe à Pasadena en Californie.
Il a commencé à apprendre le piano à l'âge de six ans. Il a remporté la première place au concours annuel de piano du Long Beach City College. Ses parents voulaient que leur fils soit pianiste classique, mais Eddie (tout comme son frère Alex), s'intéressait davantage à la musique rock et a grandement été influencé par les groupes de la British invasion des années 1960 aux États-Unis. Citant Eric Clapton comme sa principale influence, il ne tarissait pas d'éloges sur la chanson I'm So Glad du groupe Cream.
Eddie et son frère forment alors le groupe Mammoth en 1972. Deux ans plus tard, David Lee Roth les rejoint en tant que chanteur. Le nom de Mammoth étant déjà utilisé dans la profession, le groupe change officiellement son nom en Van Halen (sur une suggestion de David Lee Roth) avec Alex à la batterie, Michael Anthony à la basse et David Lee Rothau chant.

### Carrière

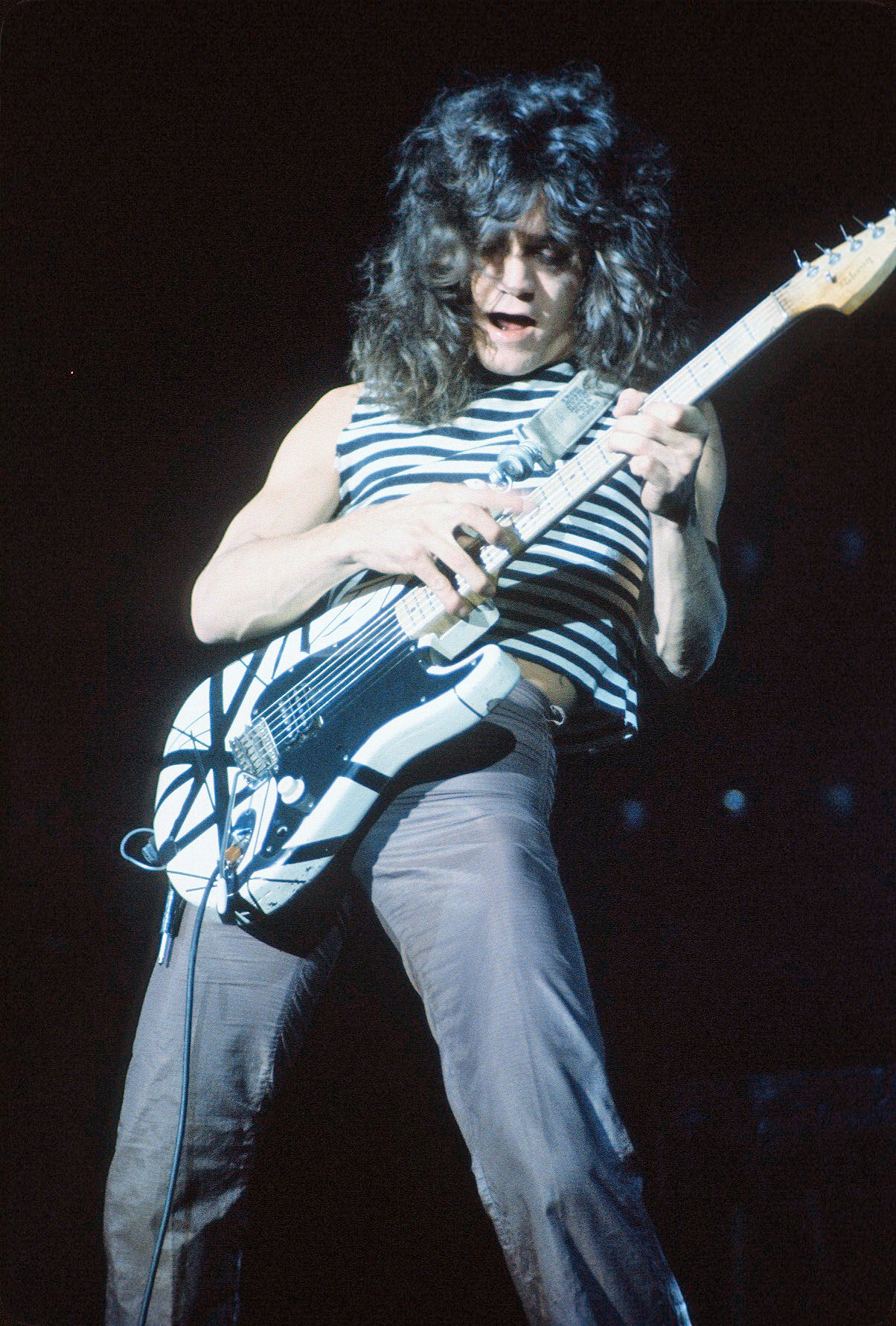
Eddie Van Halen utilisant la technique du tapping

Guitariste virtuose, Eddie Van Halen popularise le tapping, une technique de guitare qui consiste à jouer des notes en faisant des hammer-on et pull-off successivement avec la main gauche, tout en tapant une note avec la main droite. Cette technique remonte à la guitare classique et commence à se développer aux États-Unis dès les années 1970 : Steve Hackett, guitariste de Genesis, est l'un des premiers à faire du tapping. Mais Eddie Van Halen la popularise, notamment lorsqu'il exécute un solo qui devient iconique et partiellement bâti sur cette technique, dans son titre Eruption. Il raconte avoir eu l'idée de se servir de la technique du tapping pendant qu'il regarde un concert de Led Zeppelin, sur le titre Heartbreaker.
À ses débuts, Eddie joue de la batterie et son frère Alex de la guitare. Mais ils échangent finalement leurs instruments. C'est Gene Simmons, le bassiste du groupe Kiss, qui, quelque temps plus tard, découvre Eddie. À cette époque, en concert, pour ne pas dévoiler sa technique, Eddie Van Halen joue souvent dos au public[réf. nécessaire]. Le succès de son groupe en fait une star de la six-cordes et il en symbolise le renouveau avec une approche technique peu connue et donc considérée comme novatrice. Son instrument de prédilection comporte aussi différentes innovations du moment (mécaniques autobloquantes permettant un usage très intensif du vibrato, par exemple). Son type de jeu et son son deviennent la tendance internationale du moment.
En 1983, il participe au Star Fleet Project proposé par Brian May, sous le nom de Brian May + Friends, pour lequel participent également Alan Gratzer, Phil Chen, Fred Mandel et Roger Taylor.
On fait appel à lui pour des publicités ou des participations prestigieuses. La plus fameuse étant le fait d'avoir joué le solo de la chanson Beat It de Michael Jackson (le riff et la rythmique étant signés Steve Lukather, le guitariste de Toto). Le succès mondial de ce titre renforce encore la mode du son (le brown sound) et du jeu que Van Halen avait déjà popularisés. Un modèle de guitare a été à cette époque mis au point selon ses demandes spécifiques. Elle est appelée la Frankenstrat car elle s'inspire fortement des modèles de Fender Stratocaster.
Eddie Van Halen est élu soixante-dixième meilleur guitariste de tous les temps par le magazine américain Rolling Stone, dans le cadre du classement des 100 meilleurs guitaristes de tous les temps publié en 2003 et 8e sur la liste publiée en 2011 puis quatrième meilleur guitariste de tous les temps dans le cadre du classement des 250 meilleurs guitaristes de tous les temps publié en 2023.
Après une carrière fulgurante, le groupe Van Halen place son activité entre parenthèses. David Lee Roth sort un album solo couronné de succès. Le groupe engage Sammy Hagar pour le remplacer au chant. Eddie Van Halen va connaître ensuite d'importants problèmes de santé.
Eddie Van Halen confie : « Si Dave (le chanteur du groupe) est prêt à chanter, alors faisons une autre tournée, et voyons jusqu'où cela nous emmène... Wolfie, Alex et moi allons commencer à jammer dans quelques semaines. Peut-être bien que nous passerons un coup de fil à Dave, pour qu'il se pointe. Il prend la température de temps en temps, pour s'informer de ce que nous faisons. » C'est chose faite en 2012, année où Dave rejoint ses anciens camarades, ce qui donnera lieu à une tournée fort satisfaisante pour chacun des membres du groupe ainsi que pour leur public, resté fidèle. Par ailleurs, et toujours en compagnie de Dave, des versions acoustiques de certaines chansons ont été réalisées,.
Sa dernière collaboration avec « Diamond Dave » remonte à 1996. Le groupe Van Halen avait alors mis en boîte deux inédits pour la compilation Best of - Volume 1 : Can't Get This Stuff No More et Me Wise Magic.

### Mort

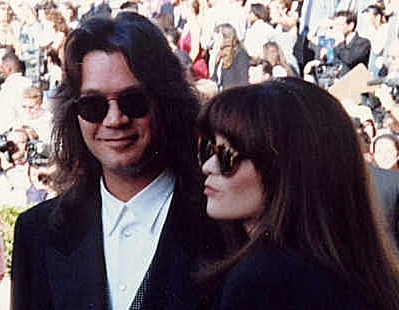
Eddie Van Halen et Valerie Bertinelli aux Primetime Emmy Awards 1993.

Fumeur invétéré, Eddie Van Halen développe en 2000 un cancer de la bouche et subit une ablation d'un tiers de sa langue comme traitement.
Il décède le 6 octobre 2020 à l'âge de 65 ans, des suites de son cancer. Sa mort est annoncée le jour même sur le compte Twitter de son fils Wolfgang : « Je n'arrive pas à croire que je suis en train d'écrire cela, mais mon père, Edward Lodewijk Van Halen perd son long et difficile combat contre le cancer ce matin. Il était le meilleur père du monde. Chaque moment que j'ai partagé avec lui sur et en dehors de la scène était un cadeau. Mon cœur est brisé. Je pense que je ne me remettrai jamais de ton absence. Je t'aime tant papa,. »

## Filmographie
Dans le film Retour vers le futur (1985) de Robert Zemekis, une fameuse scène montre le personnage de Marty McFly (Michael J. Fox), déguisé en astronaute, en train de traumatiser son père George (Crispin Glover) en lui faisant écouter un morceau de hard rock très agressif et totalement inimaginable pour l'époque où se déroule la scène (les années 1950). La musique entendue a été créée par Eddie Van Halen ; son nom est d'ailleurs inscrit sur la cassette audio utilisée par Marty quand il la fait écouter à son père avec son baladeur.
Eddie Van Halen fait aussi une apparition dans le premier épisode de la septième saison de la série télévisée Mon oncle Charlie.
Contrairement à la rumeur propagée,, il n'apparaît pas dans le film RoboCop (1988) de Paul Verhoeven dans le rôle d'un homme de la rue interrogé au cours d'un reportage télévisé.

## Équipement

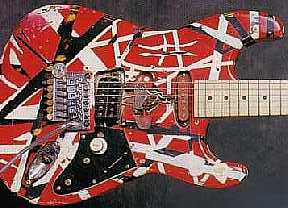
La Frankenstrat d'Eddie Van Halen.

Eddie Van Halen a pour habitude de mettre au point lui-même ses guitares, en adaptant des modèles qu'il transforme au gré de ses besoins. La plus connue d'entre elles reste la Frankenstrat, décorée par des bandes noires et blanches se superposant dans tous les sens sur un fond rouge. L'une d'elles, dénommée la 5150, est une version modifiée de Frankenstrat. Elle ne possède qu'un seul micro humbucker (un PAF Gibson), un bouton de volume (appelé tone) et un chevalet Floyd Rose.
C'est également lui qui joue du synthétiseur Oberheim OB-Xa sur le titre le plus connu du groupe, Jump.
Les amplificateurs utilisés pour ses enregistrements et prestations scéniques ont donné lieu à beaucoup de commentaires et de spéculations, mais il n'utilisait en fait que des amplis Marshall, à ses débuts du moins, avec des réglages correspondant à ces sonorités si identifiables.